# 아라야 라스잠리안숙
아라야 라스잠리안숙 (1957년 ~ )은 영화와 비디오로 주로 작업하는 태국의 미술가이다. 태국 치앙마이에 거주하고 있다. 51회 베니스 비엔날레에 태국을 대표하여 출품하였으며, 독일 dOCUMENTA(13)에서 전시회를 열었다. 뉴욕 스컬쳐센터에서 첫 번째 회고전을 열었다.